# Danh sách phố ma tại Kansas
Đây là danh sách chưa hoàn chỉnh các phố ma tại tiểu bang Kansas của Hoa Kỳ. Nhiều nơi được liệt kê trong danh sách này hiện nay là tài sản cá nhân, có thể nguy hiểm hay bất hợp pháp nếu đến viếng thăm. Hãy hỏi thăm chính quyền địa phương hay các chủ nhân để xem có thể vào được những nơi này hay không.

## Danh sách

### Kansas
| Tên thị trấn                     | Quận                        | Thành lập                                     | Giải thể                                              | Hiện trạng | Ghi chú |  |
| -------------------------------- | --------------------------- | --------------------------------------------- | ----------------------------------------------------- | --- | --- |  |
| White Cloud                      | Quận Doniphan               | 1856                                          |                                                       | dân số ước tính năm 2008 là 227 | |  |
| Iowa Point                       | Quận Doniphan               | 1854                                          | Bưu điện đóng cửa năm 1933                            | Có ít người ở gần xa lộ Kansas 7 | |  |
| Eagle Springs                    | Quận Doniphan               | 1883                                          |                                                       | Khu phố bị bỏ hoang, tàn tích vẫn còn | Từng là nơi nghỉ dưỡng tồn tại đến thập niên 1930. |  |
| Geary City                       | Quận Doniphan               | 23 tháng 3 năm 1856                           |                                                       | Chỉ còn nền tồn tại | |  |
| Doniphan                         | Quận Doniphan               | 1854                                          | 1943                                                  | Vẫn còn trên bản đồ nhưng còn ít tàn tích | Một trạm mậu dịch được lập năm 1852 |  |
| Four Houses                      | Quận Wyandotte              |                                               |                                                       | Vị trí chính xác không biết rõ | Từng là một trạm mậu dịch từ 1826-1828 |  |
| Rising Sun                       | Quận Jefferson              | 1857                                          | giữa thập niên 1860                                   | Một cửa ngỏ vào Sông Kansas nằm gần vị trí này và được đặt tên theo thị trấn này.                                                              | Từng là một cộng đồng vệ tinh của Lecompton. |  |
| Hickory Point                    | Quận Jefferson              | 1855                                          |                                                       | Một cột mốc ghi dấu lịch sử tiểu bang Kansas nằm cạnh vị trí dọc theo Quốc lộ Hoa Kỳ 59.                                                       | Vị trí từng xảy ra Trận đánh Hickory Point, một trận đụng độ giữa hai lực lượng miền bắc và miền nam trong Nội chiến Hoa Kỳ. |  |
| Arrington                        | Quận Atchison               | 1854                                          |                                                       | Một dân số nhỏ ở dọc Xa lộ Kansas 116. | |  |
| Kennekuk                         | Quận Atchison               | 1858                                          |                                                       | | |  |
| America City                     | Quận Nemaha                 | 14 tháng 2 năm 1857                           | Bưu điện đóng cửa năm 1933                            | Một số toà nhà và một nghĩa trang còn tồn tại                                                                                                  | |  |
| St. George                       | Quận Pottawatomie           | 1855                                          |                                                       | Ước tính dân số năm 2008 là 562 | |  |
| Juniata                          | Quận Pottawatomie           | 1854                                          | 1858                                                  | Nằm trong phần đất cá nhân và không có lối vào                                                                                                 | |  |
| Pawnee                           | Quận Riley                  | 1854                                          | 1855                                                  | Toà nhà thủ phủ lãnh thổ xưa vẫn đứng ở đó và được bảo tồn                                                                                     | Từng là thủ phủ lãnh thổ đến 1855 khi nó dời về Shawnee Mission. |  |
| Randolph                         | Quận Riley                  | 1855                                          |                                                       | Ước tính dân số năm 2008 là 198 | Được di dời 2 dặm về phía tây khi Tuttle Creek Lake được xây dựng. |  |
| Irving                           | Quận Marshall               | 1859                                          | 1960                                                  | Dễ dàng đến đó. | Bị bỏ hoang để xây Hồ Tuttle Creek. |  |
| Alcove Springs                   | Quận Marshall               |                                               |                                                       | Hiên nay là một công viên được bảo tồn | Chưa từng là một thị trấn chính thức nhưng là một nơi dừng chân trên Đường mòn Oregon. |  |
| Trading Post                     | Quận Linn                   | 1842 (được thiết lập làm trạm mậu dịch)       |                                                       | Một dân số nhỏ vẫn còn sát bên Quốc lộ Hoa Kỳ 69.                                                                                              | Gần nơi có vụ thảm sát Marais des Cygnes. |  |
| Centropolis                      | Quận Franklin.              | 1854                                          | 1930                                                  | Một dân số nhỏ vẫn còn trên một con đường của quận khoảng 10 dặm phía tây bắc Ottawa.                                                          | |  |
| Minneola                         | Quận Franklin               | 1854                                          | thập niên 1860                                        | Không gì còn lại ở thị trấn này. | Từng là thủ phủ lãnh thổ ngắn ngủi vào năm 1858. Đừng nhầm lẫn với Minneola ở Quận Clark. |  |
| Silkville                        | Quận Franklin               | 1870                                          | 1892                                                  | Một số toà nhà vẫn còn trong đó có một ngôi nhà cổ và một trường học đá ở phía tây nam Williamsburg.                                           | |  |
| Black Jack                       | Quận Douglas                | 1857 (hợp nhất)                               | thập niên 1870                                        | Một công viên và nghĩa trang bên đường và bãi chiến trường được bảo tồn tốt vẫn còn ở đó và được mở cửa cho công chúng.                        | |  |
| Franklin                         | Quận Douglas                | 1853 (early stage stop)                       | Bưu điện đóng cửa năm 1867                            | Không gì còn lại ở thị trấn này trừ hai nghĩa trang nhỏ bỏ hoang và Đường Franklin Road cạnh Xa lộ Kansas số 10.                               | |  |
| Lecompton                        | Quận Douglas                | 1854                                          |                                                       | Ước tính dân số năm 2008 là 666 | Nhiều toà nhà xây từ thập niên 1850 và 1860 vẫn còn. |  |
| Big Springs                      | Quận Douglas                | 1854                                          |                                                       | Một dân số nhỏ vẫn còn dọc theo Quốc lộ Hoa Kỳ 40.                                                                                             | |  |
| Calhoun                          | Quận Shawnee                | 1855                                          | 1868                                                  | Không gì còn lại ở thị trấn này. | Calhoun cũng từng là tên của một quận bao gồm phía bắc Quận Shawnee, phần lớn Quận Jackson và phân nửa Quận Pottawatomie. Khi ranh giới phía bắc Quận Shawnee được mở rộng, Calhoun biến mất.                                                                                             |  |
| Indianola                        | Quận Shawnee                | 1854                                          | thập niên 1860                                        | Không gì còn lại ở nơi này. | Có đường Indianola nằm gần nhà máy chế tạo võ xe hơi Goodyear cạnh Quốc lộ Hoa Kỳ 24. |  |
| Sumner City                      | Quận Shawnee                | Chưa bao giờ được thành lập                   |                                                       | Từng là một thị trấn làm giấy của cộng đồng toàn người da đen ở phía đông Topeka.                                                              | |  |
| Uniontown                        | Quận Shawnee                | 1848                                          | 1854                                                  | Nơi của thị trấn xưa bây giờ nằm trong Khu bảo tồn hoang dã Green phía nam Willard.                                                            | Uniontown từng là nơi chấm dứt của một con đường mòn và là nơi Pottawatomi tiêu dùng tiền. Một cơn dịch bênh bùng phát giết chết 22 người bản thổ Mỹ và họ được chon cất trong một nấm mộ tập thể. Nấm mộ nằm ở trung tâm của nghĩa trang. Đừng lầm lẫn với Uniontown trong Quận Bourbon. |  |
| Peterton                         | Quận Osage                  | 1870                                          | thập niên 1930                                        | Vẫn còn một dân số nhỏ trong khu vực. | |  |
| Bushong                          | Quận Lyon                   | thập niên 1880                                | 1984                                                  | Ước tính dân số năm 2008 là 50 | Một số phế tích của phố chính và trường học củ còn lại. |  |
| Volland                          | Quận Wabaunsee              |                                               |                                                       | Một số toà nhà vẫn còn lại trong khu vực. | Nằm khoảng 10 dặm phía tây nam Alma. |  |
| Newbury                          | Quận Wabaunsee              | 1869                                          | 1888                                                  | Một dân số nhỏ và một nhà thờ Công giáo lớn vẫn còn lại khoảng 3 dặm phía bắc Paxico.                                                          | |  |
| Wabaunsee                        | Quận Wabaunsee              | 1856                                          | 1944                                                  | Một dân số nhỏ và nhà thờ còn lại. | |  |
| Army City                        | Quận Geary                  | 1917                                          | 1920                                                  | Những gì còn lại của Army City hiện nay thuộc Đồn Riley.                                                                                       | Army City được xây dựng riêng biệt cho binh sĩ trong Chiến tranh thế giới thứ hai |  |
| Diamond Springs                  | Quận Morris                 | 1825 (là nơi kết thúc của đường mòn Santa Fe) | 1863                                                  | Một ít phế tích còn lại nhưng đài tưởng niệm Diamond Springs được dựng lên tại Nghĩa trang Diamond Springs                                     | |  |
| Empire City                      | Quận Cherokee               | 1877                                          | 1907                                                  | Các tàn tích còn lại hiện nay được Galena bảo trì.                                                                                             | Empire City bị sáp nhập vào Galena năm 1907. |  |
| Wilsonton                        | Quận Labette                | 1887                                          | 1913                                                  | Không gì còn lại ngoài nghĩa trang. | Ella Wilson từng là người sáng lập ra thị trấn và khi bà mất năm 1913, thị trấn cũng mất theo bà. |  |
| St. Paul                         | Quận Neosho                 | 1867                                          |                                                       | Ước tính dân số năm 2008 là 663 | Từng được thành lập trong thập niên 1820 như một nơi truyền giáo đến người bản thổ Mỹ Osage. |  |
| Ladore                           | Quận Neosho                 | Hợp nhất 1869                                 | 1874                                                  | Không vào được | Từng là nơi có những vụ hành quyết tập thể người da đen trong tháng 5 năm 1870. |  |
| Octagon City                     | Quận Allen                  | 1855                                          | 1856                                                  | Thị trấn không còn gì tồn tại | Octagon City từng là một nơi thí nghiệm xã hội khi người dân định cư thề quyết không ăn thịt. |  |
| Cofachiqui                       | Quận Allen                  | 1855                                          | 1860                                                  | Nơi của Cofachiqui bị san bằng khi một công ty xi măng mua khu đất này.                                                                        | |  |
| Mildred                          | Quận Allen                  | 1907                                          | ca. 1983                                              | Ước tính dân số năm 2008 là 58. | |  |
| Bassett                          | Quận Allen                  | 1900                                          | thập niên 1930                                        | Ước tính dân số năm 2008 là 21 | |  |
| Belmont                          | Quận Woodson                | 1857                                          | Bưu điện đóng cửa năm 1877                            | Chỗ của thị trấn bây giờ là tài sản cá nhân and inaccessible.                                                                                  | |  |
| Neosho Falls                     | Quận Woodson                | 1857                                          |                                                       | Ước tính dân số năm 2008 là 159 | |  |
| Guilford                         | Quận Wilson                 | 1861                                          | 1889                                                  | Một số phế tích vẫn còn. | |  |
| Cave Springs                     | Quận Elk                    | 1875                                          | 1949                                                  | Now on private property. | Cave Springs từng được thiết lập như một nơi nghỉ dưỡng trị bệnh. Khu nghỉ dưỡng này sập tiệm vào thập niên 1880 khi dân chúng bắt đầu nghi vấn tác nhân chữa lành bệnh của suối nước này. Thị trấn chính thức bị bỏ phế năm 1949.                                                        |  |
| Elgin                            | Quận Chautauqua             |                                               |                                                       | Ước tính dân số năm 2008 là 71 | |  |
| Midian                           | Quận Buter                  | 1916                                          | Bưu điện đóng cửa năm 1950                            | Chỗ của thị trấn bây giờ là tài sản cá nhân.                                                                                                   | |  |
| Oil Hill                         | Quận Butler                 | 1918                                          | 1969                                                  | Nơi của thị trấn bây giờ thuộc sở hữu cá nhân.                                                                                                 | |  |
| Minersville                      | Quận Cloud                  | thập niên 1870                                | thập niên 1920                                        | Một số nhà cửa vẫn còn đó cùng với một nghĩa trang.                                                                                            | |  |
| Agenda                           | Quận Republic               |                                               |                                                       | Ước tính dân số năm 2008 là 67 | |  |
| Waconda                          | Quận Mitchell               |                                               |                                                       | Khu vực này hiện nằm dưới nước của Hồ chứa Waconda.                                                                                            | Nằm gần Waconda Springs. |  |
| Dispatch                         | Quận Smith và Jewell        | 1869                                          |                                                       | Một nhà thờ, một số nhà cửa và một nghĩa trang vẫn còn tồn tại.                                                                                | |  |
| Webster                          | Quận Rooks                  | 1885                                          | 1953                                                  | Một cộng đồng nhỏ vẫn tồn tại gần đập của Hồ Webster.                                                                                          | |  |
| Long Island                      | Quận Phillips               | thập niên 1870                                |                                                       | Ước tính dân số năm 2008 là 140. | |  |
| Brookville                       | Quận Saline                 | 1869                                          |                                                       | Ước tính dân số năm 2008 là 263. | Dân số có lúc lên đến gần 2.000 trong thập niên 1870 nhưng sau đó giảm số. Thành phố cũng từng là nơi có Khách sạn Brookville đến năm 2000 khi khách sạn dời về Abilene. |  |
| Sveadal                          | McPherson                   | 1868                                          | thập niên 1870                                        | Nơi này hiện nay nằm trong địa phận thành phố Lindsborg.                                                                                       | |  |
| Beach Valley                     | Quận Rice                   | 1857                                          |                                                       | Chỗ của thị trấn bây giờ là tài sản cá nhân.                                                                                                   | |  |
| Dubuque                          | Quận Russell và Barton      | 1887                                          |                                                       | Một nhà thờ và nghĩa trang vẫn còn ở đó. | |  |
| Rome                             | Quận Ellis                  | 1867                                          | 1868                                                  | Một dấu mốc gần Đại học Tiểu bang Fort Hays có ghi nơi Rome từng hiện hữu.                                                                     | Rome được William "Buffalo Bill" Cody đồng sáng lập. |  |
| Chetola                          | Quận Ellis                  | 1886                                          | 1907                                                  | Chỗ của thị trấn bây giờ là tài sản cá nhân.                                                                                                   | |  |
| Hunnewell                        | Quận Sumner                 |                                               | thập niên 1940                                        | Ước tính dân số năm 2008 là 75 | |  |
| Runnymede                        | Quận Harper                 | 1887                                          | 1892                                                  | Không gì còn lại ở thị trấn này. | |  |
| Freeport                         | Quận Harper                 | 1878                                          |                                                       | Ước tính dân số năm 2008 là 7. | Freeport là thị trấn nhỏ nhất tại Kansas. |  |
| Ash Valley                       | Quận Pawnee                 | 1916                                          | thập niên 1960                                        | Những con đường cũ và một số công trình xây dựng vẫn còn.                                                                                      | |  |
| Nicodemus                        | Quận Graham                 | 1877                                          |                                                       | Thị trấn hiện giờ là một phần của Khu lịch sử Quốc gia Nicodemus.                                                                              | Nó là thị trấn phía tây duy nhất còn lại do người Mỹ gốc châu Phi thành lập. |  |
| Achilles                         | Quận Rawlins                | 1875                                          | Bưu điện đóng cửa năm 1951.                           | Chỉ còn lại một nghĩa trang. | Achilles là nơi xảy ra trận đánh Sappa Creek năm 1875 và cũng từng là một trong các trận đánh đẫm máu nhất với người da đỏ ở phía tây bắc Kansas. |  |
| Mingo                            | Quận Thomas                 | thập niên 1890                                | 1940                                                  | Khu thị trấn vẫn còn khoảng 10 dặm phía nam Colby.                                                                                             | |  |
| Voltaire                         | Quận Sherman                | 1885                                          | 1889                                                  | Thị trấn không còn gì tồn tại và hiện nay là tài sản cá nhân.                                                                                  | |  |
| Blufton                          | Quận Trego                  |                                               |                                                       | Không gì còn lại | Nơi của Blufton cũng giống như Thung lũng Threshing Machine là một phần của Công viên Tiểu bang Cedar Bluff. |  |
| Sidney                           | Quận Ness                   | thập niên 1870                                | thập niên 1880                                        | Chỉ còn nền móng còn lại. | |  |
| Amy                              | Quận Lane                   | 1887                                          | 1954                                                  | Một cộng đồng nhỏ vẫn còn tồn tại. | |  |
| Farnsworth                       | Quận Lane                   | 1880                                          | 1891                                                  | Không gì còn lại. | |  |
| McAllaster                       | Quận Logan                  | 1887                                          | thập niên 1930                                        | Một dân số nhỏ vẫn còn tồn tại and several buildings remain.                                                                                   | |  |
| Russell Springs                  | Quận Logan                  | 1886                                          |                                                       | Ước tính dân số năm 2008 là 28. | |  |
| Sheridan                         | Quận Logan                  | 1868                                          | thập niên 1870                                        | Khu thị trấn nay là thuộc sở hữu cá nhân. | |  |
| Wallace                          | Quận Wallace                | 1865                                          |                                                       | Ước tính dân số năm 2008 là 55. | |  |
| Coronado                         | Quận Wichita                | Hợp nhất năm 1885                             | 1889                                                  | Không gì còn lại ngoài một số toà nhà tại Leoti.                                                                                               | |  |
| Colokan                          | Quận Greeley                | 1886                                          | 1897                                                  | Thị trấn không còn gì tồn tại. | |  |
| Lexington                        | Quận Clark                  | 1885                                          | 1900                                                  | Thị trấn không còn gì tồn tại. | |  |
| Cash City                        | Quận Clark                  | 1885                                          | 1895                                                  | Thị trấn không còn gì tồn tại. | |  |
| Beersheba                        | Quận Hodgeman               | 1882                                          | 1886                                                  | Thị trấn không còn gì tồn tại. | Beersheba được thiết lập như một cộng đồng nông nghiệp thí điểm của người Do Thái. |  |
| Ingalls                          | Quận Gray                   | 1887                                          |                                                       | Ước tính dân số năm 2008 là 299. | |  |
| Ravanna                          | Quận Finney                 | 1882                                          | Bưu điện đóng cửa năm 1922                            | Chỉ còn nền móng tồn tại. | Tranh với Eminence để trở thành quận lỵ của Quận Garfield. Năm 1893, Quận Garfield bị sáp nhập vào Quận Finney và sự hiềm khích kết thúc. |  |
| Eminence                         | Quận Finney                 | 1886                                          | Bưu điện đóng cửa năm 1943.                           | Thị trấn không còn gì tồn tại. | Tranh với Ravanna để thành quận lỵ của Quận Garfield và kết thúc vào năm 1893 khi Quận Garfield bị sáp nhập vào Quận Finney. |  |
| Terry                            | Quận Finney                 | 1885                                          | thập niên 1890                                        | Thị trấn không còn gì tồn tại. | |  |
| Hartland                         | Quận Kearny                 | 1885                                          | thập niên 1910                                        | Thị trấn không còn gì tồn tại. | |  |
| Chantilly                        | Quận Kearny                 | 1887                                          | 1893                                                  | Thị trấn không còn gì tồn tại. | |  |
| Coolidge                         | Quận Hamilton               | 1883                                          |                                                       | Ước tính dân số năm 2008 là 86. | |  |
| Kendall                          | Quận Hamilton               | 1885                                          |                                                       | Chỉ còn một nghĩa trang và một số phế tích của thị trấn còn lại.                                                                               | |  |
| Trail City                       | Quận Hamilton               | 1885                                          | thập niên 1890                                        | | |  |
| Ulysses                          | Quận Grant                  | 1885                                          |                                                       | Khu thị trấn xưa hiện là tài sản cá nhân nhưng khu thị trấn mới có dân số ước tính là khoảng 5.557 năm 2008.                                   | Năm 1908, Ulysses di chuyển 3 dặm xuống phía dưới đường đến một vị trí mới. |  |
| Santa Fe                         | Quận Haskell                | 1886                                          | 1918                                                  | Không gì còn lại và một phần của khu thị trấn nay là thuộc sở hữu cá nhân.                                                                     | |  |
| Fargo Springs                    | Quận Seward                 | 1885                                          | thập niên 1910                                        | Thị trấn không còn gì tồn tại. | |  |
| Springfield                      | Quận Seward                 | 1885                                          | thập niên 1890                                        | Springfield nằm ở ngã tư Quốc lộ Hoa Kỳ 83 và Quốc lộ Hoa Kỳ 160 ở phía bắc Liberal.                                                           | |  |
| Palermo                          | Quận Doniphan               | 1855                                          | Bưu điện đóng cửa năm 1904                            | Một dân số nhỏ vẫn còn tồn tại cách Troy 8 dặm về phía đông nam, gần Sông Missouri.                                                            | |  |
| Bendena                          | Quận Doniphan               | 1886                                          | thập niên 1890                                        | Một cộng đồng nhỏ vẫn tồn tại dọc theo Xa lộ Kansas 20.                                                                                        | |  |
| Kickapoo City                    | Quận Leavenworth            | 1854                                          | Bưu điện đóng cửa năm 1920                            | Một dân số nhỏ vẫn còn trong khu vực. | |  |
| Bain City                        | Quận Leavenworth            | 1867                                          | 1964                                                  | Bain City bị sáp nhập vào Leavenworth năm 1964.                                                                                                | |  |
| Quindaro                         | Quận Wyandotte              | thập niên 1850                                | 1862                                                  | Bất cứ phần còn lại nào của Quindaro hiên nay đều nằm bên trong địa giới của thành phố Kansas City trong khu Công viên Quindaro.               | |  |
| Six-Mile House                   | Quận Wyandotte              |                                               |                                                       | Không gì còn lại ở nơi này. | Six-Mile House là nơi dừng chân giữa Independence, Missouri và Leavenworth. |  |
| Padonia                          | Quận Brown                  | thập niên 1850                                | Bưu điện đóng cửa năm 1933                            | Padonia nằm giữa những chùm nhà và những cánh đồng.                                                                                            | Padonia là nơi có một vụ đụng độ không đẫm máu vào thập niên 1850 có tên là trận Padonia. |  |
| Ash Point                        | Quận Nemaha                 | 1859                                          | 1870                                                  | Thị trấn không còn gì tồn tại. | |  |
| Neuchatel                        | Quận Nemaha                 | 1857                                          |                                                       | Nghĩa trang, nhà thờ, toà thị chính và trường học đều được trùng tu và bảo trì.                                                                | |  |
| Blaine                           | Quận Pottawatomie           | thập niên 1880                                |                                                       | Nhà thờ St. Columbkillane và Trường Công giáo củ vẫn còn đứng đó ở ngã tư Xa lộ Kansas 99 và Xa lộ Kansas 116.                                 | |  |
| Louisville                       | Quận Pottawatomie           | 1857                                          |                                                       | Ước tính dân số năm 2008 là 207. | |  |
| Afton                            | Quận Marshall               | 1893                                          |                                                       | Một nghĩa trang và nhà thờ nhỏ vẫn còn. | |  |
| Bigelow                          | Quận Marshall               | thập niên 1880                                | thập niên 1960                                        | Chỉ còn nghĩa trang Antioch. | Bigelow bị san bằng trong lúc xây dựng Hồ Tuttle Creek. |  |
| Bala                             | Quận Riley                  | 1870                                          | Bưu điện đóng cửa năm 1966                            | Fort Riley hiện nay mở rộng vào thị trấn xưa Bala.                                                                                             | |  |
| Monticello                       | Quận Johnson                | 1857                                          | Bưu điện đóng cửa năm 1905                            | Tất cả các dấu vết của Monticello đã bị xoá bởi địa giới thành phố Shawnee và Lenexa.                                                          | |  |
| Paris                            | Quận Linn                   | 1854                                          |                                                       | Thị trấn không còn gì tồn tại. | |  |
| Moneka                           | Quận Linn                   | 1857                                          | thập niên 1870                                        | Thị trấn không còn gì tồn tại. | |  |
| Lone Star                        | Quận Douglas                | thập niên 1870                                | Bưu điện đóng cửa năm 1953                            | Một dân số nhỏ vẫn còn ở phía nam Hồ Clinton gần Hồ Lone Star.                                                                                 | Một cộng đồng tồn tại trong khu này trước khi Lone Star được tổ chức. Một bưu điện được lập năm 1875 tên Bond, rồi tên Gideon. Cái tên Lone Star được chọn vào thập niên 1890. |  |
| Potwin Place                     | Quận Shawnee                | 1869                                          | 1899                                                  | Nơi này còn được bảo tồn nằm gần Đường số 6 khu tây nam Topeka và được ghi trên trong sách các địa danh lịch sử quốc gia Hoa Kỳ.               | Potwin bị sáp nhập vào Topeka năm 1899. |  |
| Auburndale                       | Quận Shawnee                | 1888                                          | 1899                                                  | Auburndale hiện tại là một khu dân cư trong thành phố Topeka.                                                                                  | |  |
| Willard                          | Quận Shawnee và Wabaunsee   | thập niên 1860                                | thập niên 1950                                        | Dân số ước tính năm 2000 là 86. | |  |
| Richland                         | Quận Shawnee                | 1872                                          | thập niên 1960                                        | Thị trấn không còn gì tồn tại except some ruins and the cemetery.                                                                              | Richland nổi tiếng vì là nơi sinh của Georgia Neese Clark, Thống đốc Ngân khố Hoa Kỳ dưới thời tổng thống President Truman từ 1949-1953. |  |
| 110 Mile Creek                   | Quận Osage                  | 1854                                          | thập niên 1870                                        | Thị trấn không còn gì tồn tại, hiện là tài sản cá nhân.                                                                                        | |  |
| Arvonia                          | Quận Osage                  | thập niên 1860                                |                                                       | Một số toà nhà cũ, phế tích và nhà thờ còn đứng trong khu này.                                                                                 | |  |
| Fostoria                         | Quận Osage                  |                                               |                                                       | Thị trấn không còn gì tồn tại. | |  |
| Strawn                           | Quận Coffey                 | thập niên 1870                                | 1961                                                  | "Old" Strawn hiện nay nằm dưới Hồ chứa nước John Redmond trong khi đó New Strawn nằm dọc theo Quốc lộ Hoa Kỳ 75.                               | |  |
| Miller                           | Quận Lyon                   | 1886                                          |                                                       | Một dân số nhỏ và một số cơ sở thương mại bỏ hoang vẫn còn trong khu này.                                                                      | |  |
| Dunlap                           | Quận Morris                 |                                               |                                                       | Dân số ước tính năm 2000 là 81. | |  |
| Skiddy                           | Quận Morris                 | 1869                                          |                                                       | Một dân số nhỏ vẫn còn trong khu này. | |  |
| Freedom Colony                   | Quận Bourbon                | 1897                                          | đầu thập niên 1900                                    | Thị trấn không còn gì tồn tại. | Năm 1905, đa số nhà trại bị đốt cháy. |  |
| Rollin                           | Quận Neosho                 | 1890                                          | 1921                                                  | Thị trấn không còn gì tồn tại trừ nhà của người sáng lập là Delos Johnson và một nghĩa trang bỏ hoang.                                         | |  |
| Cato                             | Quận Crawford               | 1858                                          | Bưu điện đóng cửa năm 1905                            | Thị trấn không còn gì tồn tại. | |  |
| Farlington                       | Quận Crawford               | 1870                                          |                                                       | Một dân số nhỏ vẫn còn in the area. | Farlington nằm ở tây nam Công viên Tiểu bang Crawford trên Xa lộ Kansas 7. |  |
| Croweburg                        | Quận Crawford               | 1907                                          |                                                       | Một dân số nhỏ vẫn còn. | |  |
| Monmouth                         | Quận Crawford               | 1857                                          | Bưu điện đóng cửa năm 1955                            | Có rất ít phế tích còn lại. | |  |
| Treece                           | Quận Cherokee               | đầu thập niên 1900                            |                                                       | Ước tính dân số năm 2008 là 139. | Vì những năm khai mỏ trong khu vực, đất ở đây và xung quanh Treece không vững và bị ô nhiễm đã khiến cư dân muốn chính quyền mua khu đất này để họ có thể di chuyển đến nơi khác. |  |
| Le Hunt                          | Quận Montgomery             | 1905                                          | cuối thập niên 1910                                   | Một ít phế tích còn lại ở phía đông Hồ Elk City.                                                                                               | |  |
| Votaw                            | Quận Montgomery             | 1881                                          | 1900                                                  | Thị trấn không còn gì tồn tại. | Votaw là một thuộc địa thử nghiệm do người Mỹ gốc châu Phi thành lập. Sau năm 1900, dân số từ từ di chuyển đi nơi khác. Tòa nhà cuối cùng bị đốt cháy năm 1915. |  |
| Hewins                           | Quận Chautauqua             | thập niên 1870                                | Bưu điện đóng cửa năm 1966                            | Một dân số nhỏ vẫn còn. | |  |
| Boston                           | Quận Chautauqua             | 1871                                          | 1875                                                  | Thị trấn không còn gì tồn tại. | Boston từng là quận lỵ của Quận Howard bị tách thành Quận Chautauqua và Quận Elk năm 1875. Sedan trở thành quận lỵ mới của Quận Chautauqua. |  |
| Delaware Springs                 | Quận Wilson                 | 1869                                          |                                                       | Thị trấn không còn gì tồn tại. | |  |
| Kalida                           | Quận Woodson                | 1869                                          | 1883                                                  | Hiện tại là tài sản cá nhân có tên là Nông trại Kalida.                                                                                        | |  |
| Defiance                         | Quận Woodson                | 1873                                          | 1878, bưu điện đóng cửa năm 1886                      | Chỉ một khách sạn còn lại được dùng làm nơi cư ngụ.                                                                                            | |  |
| Reece                            | Quận Greenwood              | 1870                                          |                                                       | . | |  |
| Smileyberg                       | Quận Butler                 | 1904                                          | đầu thập niên 1920                                    | Một vài cấu trúc vẫn còn. | |  |
| Rosalia                          | Quận Butler                 | 1879                                          |                                                       | . | |  |
| Strawberry                       | Quận Washington             | 1861                                          |                                                       | Thị trấn không còn gì tồn tại. | Một tấm biển được dựng lên năm 1990 để tưởng niệm Strawberry. |  |
| Salem                            | Quận Jewell                 | 1871                                          |                                                       | Thị trấn không còn gì tồn tại. | |  |
| Hunter                           | Quận Mitchell               | 1915                                          |                                                       | Ước tính dân số năm 2008 là 70. | |  |
| Asherville                       | Quận Mitchell               | đầu thập niên 1860                            |                                                       | . | |  |
| Tipton                           | Quận Mitchell               | 1872                                          |                                                       | Ước tính dân số năm 2008 là 226. | Ban đầu có tên Pittsburg, sau đó đổi thành Tipton vào đầu thập niên 1880 sau khi bị công ty của thị trấn Pittsburg trong Quận Crawford đút lót tiền. |  |
| Simpson                          | Quận Mitchell & Cloud       | 1871                                          |                                                       | Ước tính dân số năm 2008 là 100. | |  |
| Lake Sibley                      | Quận Cloud                  | 1865                                          | Bưu điện đóng cửa năm 1876.                           | Thị trấn không còn gì tồn tại. | |  |
| Industry                         | Quận Dickinson & Quận Cloud | 1868                                          |                                                       | Một dân số nhỏ vẫn còn. | |  |
| Holland                          | Quận Dickinson              | unknown                                       | 1942                                                  | Một nhà thờ bây giờ được dùng làm tòa thị chính là còn lại.                                                                                    | |  |
| Elmo                             | Quận Dickinson              | 1866                                          | Bưu điện đóng cửa năm 1966.                           | Một vài tòa nhà và ít dân số còn lại. | |  |
| Abram                            | Quận Lincoln                | 1870                                          | 1872                                                  | Thị trấn không còn gì tồn tại. | Một đài tưởng niệm được dựng lên vào năm 1936. Abram từng là quận lỵ đầu tiên của Quận Lincoln. |  |
| Carneiro                         | Quận Ellsworth              |                                               |                                                       | Một dân số nhỏ vẫn còn ở phía bắc Công viên Tiểu bang Mushroom Rock.                                                                           | |  |
| Zarah                            | Quận Barton                 |                                               | 1872                                                  | Thị trấn không còn gì tồn tại. | Ban đầu là một phần của Đồn Zarah bị bỏ hoang năm 1869. Cư dân cuối cùng rời bỏ Zarah năm 1875. |  |
| Galatia                          | Quận Barton                 | 1885                                          |                                                       | Dân số ước tính năm 2000 là 61. | |  |
| Boyd                             | Quận Barton                 | 1886                                          | thập niên 1930                                        | Một số tòa nhà bỏ hoang và phế tích còn lại.                                                                                                   | |  |
| Hitschmann                       | Quận Barton                 |                                               |                                                       | Một số tòa nhà cũ vẫn còn. | Tòa bộ Hitschmann hiện là tài sản cá nhân. |  |
| Raymond                          | Quận Rice                   | 1872                                          |                                                       | Ước tính dân số năm 2008 là 80. | |  |
| Frederick                        | Quận Rice                   | 1878                                          |                                                       | Ước tính dân số năm 2008 là 11. | Frederick là thị trấn hợp nhất nhỏ thứ hai tại tiểu bang Kansas. |  |
| Paradise                         | Quận Russell                | 1889                                          |                                                       | Ước tính dân số năm 2008 là 59. | |  |
| Yocemento                        | Quận Ellis                  | 1906                                          |                                                       | Một số phế tích của công ty xi măng xưa vẫn còn cũng như một số nhà hoang và tòa nhà khác.                                                     | |  |
| Alexander                        | Quận Rush                   | 1869                                          |                                                       | Ước tính dân số năm 2008 là 66. | |  |
| Geuda Springs                    | Quận Sumner                 | 1857                                          |                                                       | Ước tính dân số năm 2008 là 191. | |  |
| Bluff City                       | Quận Harper                 | 1886                                          |                                                       | Ước tính dân số năm 2008 là 73. | Bluff City ban đầu được thành lập với chủ ý muốn lấy tiền từ nghị viện Kansas. Các cư dân đầu tiên của nó không có ai mãi cho đến năm 1876. |  |
| Camchester                       | Quận Harper                 | cuối thập niên 1880                           | Bưu điện di chuyển đến Manchester, Oklahoma năm 1903. | Thị trấn không còn gì tồn tại. | Ban đầu có tên Cameron cho đến 1900. |  |
| "Old" Clear Water                | Quận Sedgwick               | 1868                                          | 1894                                                  | Một ít phế tích còn lại ở khu vực củ của Clear Water nhưng Clearwater mới có dân số ước tính vào năm 2008 là 2.405.                            | |  |
| Marshall                         | Quận Sedgwick               | 1872                                          | 1883                                                  | Thị trấn không còn gì tồn tại. | Tòa bộ thị trấn di chuyển đến Cheney năm 1883. |  |
| Waterloo                         | Quận Kingman                |                                               |                                                       | Một dân số nhỏ vẫn còn cũng như một số nhà cửa và tòa nhà.                                                                                     | |  |
| Castleton                        | Quận Reno                   | 1872                                          | Bưu điện đóng cửa năm 1957                            | Một ít nhà cửa và tòa nhà bỏ hoang vẫn còn ở đó.                                                                                               | Castleton là nơi làm cảnh quay Sevillinois cho bộ phim năm 1952 có tựa đề Wait Till the Sun Shines, Nellie. |  |
| Lerado                           | Quận Reno                   | 1886                                          | 1887                                                  | Một trường học củ và tiệm tạp hóa bỏ hoang còn ở đó nhưng phần lớn Lerado hiện nay là đất nông nghiệp.                                         | |  |
| Old Kiowa                        | Quận Barber                 | 1872                                          | 1884                                                  | Thị trấn không còn gì tồn tại. | Thị trấn Kiowa củ bị bỏ hoang khi đường xe lửa được xây dựng 4 dặm về phía nam và một thị trấn Kiowa được thành lập. |  |
| Lake City                        | Quận Barber                 | 1873                                          |                                                       | Một dân số nhỏ vẫn còn. | |  |
| Sun City                         | Quận Barber                 | 1871                                          |                                                       | Ước tính dân số năm 2008 là 72. | |  |
| Comanche City                    | Quận Comanche               | 1885                                          | 1905                                                  | Thị trấn không còn gì tồn tại. | |  |
| Hopewell                         | Quận Pratt                  | 1901                                          | thập niên 1920                                        | Một dân số nhỏ vẫn còn. | |  |
| Byers                            | Quận Pratt                  | 1914                                          |                                                       | Ước tính dân số năm 2008 là 49. | |  |
| Zenith                           | Quận Stafford               | 1886                                          |                                                       | Một dân số nhỏ vẫn còn. | |  |
| Trousdale                        | Quận Edwards                | 1916                                          |                                                       | Một dân số nhỏ vẫn còn. | |  |
| Devizes                          | Quận Norton                 | 1873                                          | thập niên 1930                                        | Thị trấn không còn gì tồn tại. | |  |
| Kanona                           | Quận Decatur                | 1880                                          |                                                       | Một số phế tích và tòa nhà bỏ hoang vẫn còn đó.                                                                                                | Nơi của Kanona hiện là tài sản cá nhân. |  |
| Dresden                          | Quận Decatur                | 1888                                          |                                                       | Ước tính dân số năm 2008 là 43. | |  |
| Burntwood City                   | Quận Rawlins                | thập niên 1860                                |                                                       | Thị trấn không còn gì tồn tại. | |  |
| Blakeman                         | Quận Rawlins                |                                               |                                                       | Còn một ít vết tích. | |  |
| Ludell                           | Quận Rawlins                | 1884                                          |                                                       | Một dân số nhỏ vẫn còn dọc theo các phế tích và tòa nhà bỏ hoang.                                                                              | |  |
| Gem                              | Quận Thomas                 | 1878                                          |                                                       | Ước tính dân số năm 2008 là 87. | |  |
| Menlo                            | Quận Thomas                 | 1888                                          |                                                       | Ước tính dân số năm 2008 là 52. | |  |
| Eustis                           | Quận Sherman                | 1885                                          | 1887                                                  | Thị trấn không còn gì tồn tại. | Tòa bộ di dời về Goodland năm 1887. |  |
| Itasca                           | Quận Sherman                | 1885                                          | 1887                                                  | Thị trấn không còn gì tồn tại. | |  |
| Ogallah                          | Quận Trego                  | 1878                                          |                                                       | Một dân số nhỏ vẫn còn. | |  |
| California                       | Quận Lane                   | 1879                                          | thập niên 1880                                        | Thị trấn không còn gì tồn tại. | |  |
| Vega                             | Quận Wallace                | thập niên 1880                                | Bưu điện đóng cửa năm 1908                            | Thị trấn không còn gì tồn tại. | |  |
| Pond City                        | Quận Wallace                | 1866                                          |                                                       | Thị trấn không còn gì tồn tại. | |  |
| Pierceville                      | Quận Finney                 | 1872                                          |                                                       | Một dân số nhỏ vẫn còn dọc theo Quốc lộ Hoa Kỳ 50.                                                                                             | |  |
| Englewood                        | Quận Clark                  | 1884                                          |                                                       | Ước tính dân số năm 2008 là 95. | |  |
| Sitka                            | Quận Clark                  | 1909                                          | Bưu điện đóng cửa năm 1964                            | A small population and some abandoned buildings and ruins still remain.                                                                        | |  |
| Arkalon                          | Quận Seward                 | 1888                                          | Bưu điện đóng cửa năm 1929                            | Thị trấn không còn gì tồn tại. | |  |
| Woodsdale                        | Quận Stevens                | 1885                                          | cuối thập niên 1880                                   | Thị trấn không còn gì tồn tại. | Tranh với Hugoton để trở thành quận lỵ của Quận Stevens. |  |
| Voorhees                         | Quận Stevens                | 1887                                          | cuối thập niên 1890                                   | Thị trấn không còn gì tồn tại. | |  |
| Goguac                           | Quận Stanton                | 1889                                          | thập niên 1890                                        | Thị trấn không còn gì tồn tại. | |  |
| Borders                          | Quận Stanton                | 1887                                          | 1888                                                  | Thị trấn không còn gì tồn tại. | |  |
| Pardee                           | Quận Atchison               | 1855                                          | 1888                                                  | Thị trấn không còn gì tồn tại ngoài nghĩa trang Pardee.                                                                                        | Đặt theo tên của Pardee Butler, một nhà nông kiêm giảng đạo bị những người ủng hộ chế độ nô lệ thả trôi trên một chiếc bè trên Sông Missouri. |  |
| Port William                     | Quận Atchison               | 1856                                          |                                                       | Thị trấn không còn gì tồn tại. | |  |
| Fort Cavagnial                   | Quận Leavenworth            | 1744                                          | 1764                                                  | Không gì còn lại của đồn xưa. | Cavagnial là đồn và trạm mậu dịch xưa của Pháp. Khi Lewis và Clark đi qua khu vực này năm 1804, họ không thấy bất cứ dấu hiệu nào về đồn xưa. Vị trí chính xác không biết rõ. |  |
| Delaware City                    | Quận Leavenworth            | 1854                                          | thập niên 1870                                        | Một số phế tích vẫn còn. | |  |
| Springdale                       | Quận Leavenworth            | 1860                                          | thập niên 1920                                        | Vùng đô thị Kansas City đã mở rộng vào khu vực Springdale.                                                                                     | |  |
| Owl City                         | Quận Jefferson              |                                               | thập niên 1930                                        | Không gì còn lại ở nơi này và người ta đồn rằng nó hiện nay nằm bên dưới Hồ Perry.                                                             | Owl City chính yếu chỉ là một ngôi nhà nhiều gian nằm trên Đường sắt Leavenworth và Topeka. |  |
| Granada                          | Quận Nemaha                 | 1855                                          |                                                       | Một vài phế tích và tòa nhà bỏ hoang vẫn còn tại nơi trước kia từng là phố chính.                                                              | |  |
| Richmond                         | Quận Nemaha                 | 1855                                          | thập niên 1860                                        | Thị trấn không còn gì tồn tại. | |  |
| Guittard Station                 | Quận Marshall               | 1857                                          | 1900                                                  | Một số tòa nhà bỏ hoang vẫn còn | Guittard Station là trạm dừng chính của Pony Express. |  |
| Marietta                         | Quận Marshall               | 1881                                          | thập niên 1920                                        | Một dân số nhỏ vẫn còn cũng như một số tòa nhà.                                                                                                | |  |
| Stockdale                        | Quận Riley                  |                                               | 1957                                                  | Nơi của thị trấn hiện nay đang nằm dưới nước của Hồ chứa nước Tuttle Creek.                                                                    | |  |
| Cleburne                         | Quận Riley                  | 1860                                          | 1960                                                  | Thị trấn không còn gì tồn tại. | Ban đầu được gọi là Big Timber cho đến 1878. |  |
| Garrison                         | Quận Pottawatomie           |                                               |                                                       | Thị trấn không còn gì tồn tại. | |  |
| Aubry                            | Quận Johnson                | 1857                                          | 1888                                                  | Không gì còn lại ngoài cái tên Xã Aubry được đặt theo tên của thị trấn này.                                                                    | Aubry nằm quanh góc Phố 192 và Metcalf. |  |
| Oxford                           | Quận Johnson                | giữa thập niên 1850                           | 1871                                                  | Thị trấn không còn gì tồn tại. | |  |
| Sunflower Village/Clearview City | Quận Johnson                | 1943                                          | 1959                                                  | Nhà cửa, các tòa nhà và đường phố vẫn còn nằm trong và xung quanh Clearview City.                                                              | Sunflower Village được xây dựng đặc biệt cho Nhà máy thuốc nổ lục quân Sunflower, nhà máy và thị trấn vẫn còn nằm cách Xa lộ Kansas 10 ở phía nam DeSoto. |  |
| Tontzville                       | Quận Miami                  | 1866                                          | 1874                                                  | Thị trấn không còn gì tồn tại. | |  |
| Stanton                          | Quận Miami                  | 1855                                          |                                                       | Một số nhà cửa và thương mại vẫn còn. | William Quantrill sống tại đây trong mùa đông 1859-60. |  |
| Hyatt                            | Quận Anderson               | 1856                                          |                                                       | Thị trấn không còn gì tồn tại. | |  |
| Lone Elm                         | Quận Anderson               | 1869                                          |                                                       | Ước tính dân số năm 2008 là 26. | |  |
| Ransomville                      | Quận Franklin               | 1878                                          | 1914                                                  | Ngôi nhà Ransom vẫn còn cũng như những ngôi nhà và tòa nhà khác.                                                                               | |  |
| LeLoup                           | Quận Franklin               | 1870                                          |                                                       | Một dân số nhỏ vẫn còn đó cùng với một số nhà cửa và tòa nhà.                                                                                  | |  |
| Peoria                           | Quận Franklin               | 1857                                          | thập niên 1880                                        | Một dân số nhỏ vẫn còn và Xã Peoria được đặt theo tên của thị trấn này.                                                                        | |  |
| Stull                            | Quận Douglas                | 1857                                          |                                                       | Một số nhà thờ, nhà cửa và trường học củ vẫn còn.                                                                                              | Ban đầu có tên là Cộng đồng Deer Creek cho đến 1899 khi bưu điện mở cửa. Bưu điên đóng cửa năm 1903. |  |
| Ottumwa                          | Quận Coffey                 | 1855                                          |                                                       | Một dân số nhỏ vẫn còn ở rìa phía bắc của Hồ chứa nước John Redmond.                                                                           | |  |
| Havana                           | Quận Osage                  | 1858                                          | đầu thập niên 1870                                    | Phế tích của Trạm Havana Stage và khách sạn vẫn còn và có một biển hiệu được đặt tại nơi đó.                                                   | Đừng nhầm lẫn với Havana trong Quận Montgomery. |  |
| Superior                         | Quận Osage                  | 1859                                          |                                                       | Nơi này hiện nay là một phần của Superior Game Farms ở phía nam của Burlingame.                                                                | |  |
| Kansapolis/Rochester             | Quận Shawnee                | 1854                                          | cuối thập niên 1850/đầu thập niên 1860                | Thị trấn không còn gì tồn tại ngoài nghĩa trang Rochester và Đường Rochester.                                                                  | |  |
| Wanamaker                        | Quận Shawnee                | 1891                                          | 1917                                                  | Thị trấn không còn gì tồn tại. Tuy nhiên, Lộ Wanamaker, một đường lộ ở rìa phía tây của Topeka vẫn mang tên thị trấn này.                      | Sau khi lốc xoáy tàn phá thị trấn năm 1917, nó không được tái thiết. |  |
| Wilmington                       | Quận Wabaunsee              | 1856                                          | 1872                                                  | Thị trấn không còn gì tồn tại. | Nơi này hiện nay được bảo trì làm đường mòn đi bộ cho hướng đạo sinh địa phương. |  |
| Alida                            | Quận Geary                  | 1858                                          | 1967                                                  | Nơi của Alida đang nằm dưới Hồ Milford. | |  |
| Columbia                         | Quận Lyon                   | 1855                                          | 1857                                                  | Thị trấn không còn gì tồn tại. | |  |
| Agnes City                       | Quận Lyon                   | 1858                                          | đầu thập niên 1860                                    | Chỉ một nghĩa trang nhỏ là dấu hiệu của thị trấn xưa.                                                                                          | Từng là quận lỵ của Quận Lyon cho đến khi bị mất vào tay Americus và rồi Americus lại mất vào tay của Emporia. |  |
| White Rock                       | Quận Republic               | 1866                                          |                                                       | Thị trấn không còn gì tồn tại. | Phần lớn thị trấn nằm dưới bên dưới Hồ chứa nước Lovewell. |  |
| Reamsville                       | Quận Smith                  | 1880                                          |                                                       | Một dân số nhỏ vẫn còn. | Một nhà máy giấy củ, xây năm 1882, được dời về Smith Center năm 1938. |  |
| Harlan                           | Quận Smith                  | 1877                                          |                                                       | Một dân số nhỏ vẫn còn cũng như tàn tích của Phố chính và nhà tập thể dục trường trung học.                                                    | Harlan là nơi có Đại học Gould tồn tại từ năm 1881 cho đến 1891. |  |
| Lindsey                          | Quận Ottawa                 | 1866                                          | Bưu điện đóng cửa năm 1942.                           | Thị trấn không còn gì tồn tại ngoài một cái giếng củ.                                                                                          | |  |
| Lyona                            | Quận Dickinson              | 1857                                          | Bưu điện đóng cửa năm 1888.                           | Thị trấn không còn gì tồn tại ngoài trường Lyona củ được xây vào năm 1870.                                                                     | |  |
| Canada                           | Quận Marion                 | 1873                                          |                                                       | Còn một ít vết tích. | |  |
| Boomer City                      | Quận Saline                 | giữa thập niên 1940                           |                                                       | Boomer City được lập như 1 thị trấn để cho công nhân xây dựng Hồ chứa nước Kanapolis ở. Khi hồ xây hoàn thành thì thị trấn bị bỏ hoang.        | |  |
| Mariposa                         | Quận Saline                 | 1856                                          | không rõ                                              | Thị trấn gần như chưa được khởi sự vì nó bị bỏ hoang ngay sau khi thành lập.                                                                   | |  |
| Buchanan                         | Quận Saline                 | 1857                                          | cuối thập niên 1850                                   | Thị trấn được khảo sát nhưng ngay sau khi một em bé địa phương chết sau khi đến Buchanan thì thị trấn bị bỏ hoang.                             | |  |
| Kipp                             | Quận Saline                 | đầu thập niên 1860                            | thập niên 1960                                        | Một dân số nhỏ vẫn còn. | |  |
| Dry Creek                        | Quận Saline                 | 1877                                          | Bưu điện đóng cửa năm 1887.                           | Một lò rèn củ vẫn còn ở đó nhưng không còn gì khác còn lại.                                                                                    | |  |
| Terra Cotta                      | Quận Ellsworth              | 1867                                          | 1888                                                  | Thị trấn không còn gì tồn tại. | Mĩa may là vào năm 1901, một công ty đường sắt đã cho xây một kho hàng tại Terra Cotta mặc dù ở đó chẳng có thứ gì. Nó được dời đi vào năm 1934. |  |
| Idavale                          | Quận Ellsworth              |                                               | 1893                                                  | Nông trại Idavale nằm trên đường mòn Kanapolis Reservoir Legacy cùng với Terra Cotta.                                                          | |  |
| Fairport                         | Quận Russell                | 1880                                          | thập niên 1940                                        | Một dân số nhỏ vẫn còn. | |  |
| Redwing                          | Quận Barton                 | 1890                                          |                                                       | Một dân số nhỏ vẫn còn. | |  |
| Boyd                             | Quận Barton                 | 1886                                          |                                                       | Một dân số nhỏ và các tàn tích vẫn còn. | |  |
| Cain City                        | Quận Rice                   | 1881                                          | 1889                                                  | Sau khi người sáng lập là Roger Cain chết thì thị trấn từ từ bị bỏ hoang. Thị trấn không còn gì tồn tại.                                       | |  |
| Empire                           | Quận McPherson              | 1855. Bưu điện được thiết lập năm 1861        | cuối thập niên 1870                                   | Thị trấn không còn gì tồn tại. | |  |
| Hukle                            | Quận Sedgwick               | 1885                                          | 1915                                                  | Thị trấn không còn gì tồn tại. | |  |
| Marshall                         | Quận Sedgwick               | 1872                                          | thập niên 1880                                        | Thị trấn không còn gì tồn tại. | |  |
| Calista                          | Quận Kingman                | thập niên 1880                                | thập niên 1970                                        | Thị trấn không còn gì tồn tại. | |  |
| Meridian                         | Quận Sumner                 | 1871                                          | 1886                                                  | Thị trấn chưa bao giờ thực sự tồn tại mặc dù được gán cho danh phận là quận lỵ vào năm 1871.                                                   | |  |
| Saratoga                         | Quận Pratt                  | 1878                                          | đầu thập niên 1900                                    | Thị trấn không còn gì tồn tại. | |  |
| Drury                            | Quận Sumner                 | 1882                                          |                                                       | Một dân số nhỏ vẫn còn cùng với một cái đập nước được xây năm 1882.                                                                            | |  |
| Zyba                             | Quận Sumner                 | 1888                                          | 1915                                                  | Thị trấn không còn gì tồn tại, thị trấn bị lốc xoáy xóa khỏi bản đồ.                                                                           | |  |
| Belvidere                        | Quận Kiowa                  | 1887                                          |                                                       | Một dân số nhỏ vẫn còn. | |  |
| Leota                            | Quận Norton                 | 1873                                          | 1882                                                  | Thị trấn không còn gì tồn tại. | |  |
| Port Landis                      | Quận Norton                 | 1872                                          |                                                       | Thị trấn không còn gì tồn tại. | |  |
| Woodruff                         | Quận Phillips               | 1885                                          |                                                       | Một dân số nhỏ vẫn còn. | |  |
| Penokee                          | Quận Graham                 | 1888                                          |                                                       | Một dân số nhỏ vẫn còn. | Gần Penokee có địa danh tên Penokee Man là nơi có một tập hợp nhiều hòn đá được xếp thành hình dạng người. Không biết ai đã tạo ra nó và khi nào. |  |
| Gandy                            | Quận Sherman                | 1885                                          | 1887                                                  | Thị trấn không còn gì tồn tại. | |  |
| Hawkeye                          | Quận Decatur                | 1876                                          | thập niên 1880                                        | Còn một ít vết tích. | |  |
| Coyote                           | Quận Trego                  | tháng 1 năm 1868                              | tháng 6 năm 1868                                      | Coyote là điểm cuối phía tây đường sắt Union Pacific trong lúc đang xây dựng. Khi đường sắt này tiếp tục mở rộng thì thị trấn này bị bỏ hoang. | |  |
| Augustine                        | Quận Logan                  | 1887                                          | Bưu điện đóng cửa năm 1895                            | Thị trấn không còn gì tồn tại. | |  |
| Vega                             | Quận Wallace                | 1887                                          | thập niên 1890                                        | Thị trấn không còn gì tồn tại. | |  |
| Jerome                           | Quận Gove                   | 1886                                          | Bưu điện đóng cửa năm 1943                            | Còn một ít vết tích. | |  |
| Sherlock                         | Quận Finney                 | 1872                                          |                                                       | Năm 1910, người dân của Sherlock đã đổi tên thị trấn này thành Holcomb mà vẫn còn tồn tại đến nay.                                             | |  |
| Old Montezuma                    | Quận Gray                   | 1886                                          | 1895                                                  | Một vài phế tích vẫn còn trong khu này. | Năm 1912, đường sắt Santa Fe khởi đặt nền móng cho một thị trấn mới tên là Montezuma mà tiếp tục thịnh vương. |  |
| Hess                             | Quận Gray                   | 1887                                          |                                                       | Thị trấn không còn gì tồn tại. | |  |
| Morton City                      | Quận Hodgeman               | 1877                                          | thập niên 1880                                        | Một ít phế tích và nhà cũ vẫn còn. | Nơi của thị trấn hiện nay là một phần của Hanna Hereford Ranch. |  |
| Ivanhoe                          | Quận Haskell                | cuối thập niên 1880                           | thập niên 1920                                        | Thị trấn không còn gì tồn tại ngoài cột mốc đánh dấu đường mòn Santa Fe và một nghĩa trang.                                                    | |  |
| Dermot                           | Quận Stevens                | 1887                                          | Bưu điện đóng cửa năm 1929                            | Thị trấn không còn gì tồn tại. | Thị trấn tồn tại ngắn hạn nhưng bưu điện tồn tại hàng thập niên dài hơn thị trấn. |  |
| Pleasant Plains                  | Quận Morton                 |                                               |                                                       | Thị trấn không còn gì tồn tại. | |  |
| Taloga                           | Quận Morton                 | 1886                                          | thập niên 1890                                        | Thị trấn không còn gì tồn tại. | |  |
| Mertilla                         | Quận Meade                  | 1885                                          | 1893                                                  | Thị trấn không còn gì tồn tại. | |  |
| Nirwana City                     | Quận Meade                  | 1886                                          | 1888                                                  | Thị trấn không còn gì tồn tại. | |  |
| Carthage                         | Quận Meade                  | 1885                                          | 1885                                                  | Thị trấn bị bỏ hoang khi Meade Center trở thành quận lỵ. Không gì còn lại ngoài đường phố chính chạy qua Meade được đặt tên là đường Carthage. | |  |
| Pearlette                        | Quận Meade                  | 1879                                          | 1880                                                  | Thị trấn không còn gì tồn tại. | |  |
| Spring Lake/Artesian City        | Quận Meade                  | 1885                                          | 1893                                                  | Được đặt tên lại là Artesian City từ tên Spring Lake năm 1887. Thị trấn không còn gì tồn tại.                                                  | |  |
| Veteran                          | Quận Stanton                | 1885                                          | 1886                                                  | Vị trí chính xác nơi đầu tiên của thị trấn Veteran thì không rõ nhưng vị trí thứ hai trở thành Johnson City năm 1886.                          | Thị trấn Veteran (nghĩa là cựu chiến binh) rõ ràng là được các cựu chiến binh Nội chiến Hoa Kỳ thành lập. |  |
| Annelly                          | Quận Harvey                 |                                               |                                                       | Đường phố chính và ngôi trường củ vẫn còn. | |  |
| Elk                              | Quận Chase                  |                                               | Bưu điện đóng cửa năm 1923                            | Thị trấn không còn gì tồn tại. | |  |
| Farmer City                      | Quận Wichita                |                                               |                                                       | Thị trấn không còn gì tồn tại. | |  |
| Hail Ridge                       | Quận Linn                   |                                               | Bưu điện đóng cửa năm 1888                            | Thị trấn không còn gì tồn tại. | |  |
| Millbrook                        | Quận Graham                 | 1880                                          | 1887                                                  | Phế tích của ngôi trường củ vẫn còn. | |  |
| Prairie City                     | Quận Douglas                | 1857                                          | 1883                                                  | Một nghĩa trang, các phế tích của ngôi trường củ và một ngôi nhà bằng gạch vẫn còn.                                                            | |  |
| Smoky Hill City                  | Quận Ellis                  | 1899                                          | 1905                                                  | Thị trấn không còn gì tồn tại. | |  |
| Sibley                           | Quận Cloud                  |                                               |                                                       | Thị trấn không còn gì tồn tại. | |  |
| Thurman                          | Quận Chase                  | 1874                                          | 1944                                                  | Còn một ít vết tích. | |  |
| Twin Mound                       | Quận Douglas                | 1857                                          | đầu thập niên 1900                                    | Một dân số nhỏ vẫn còn cùng với một nghĩa trang, ngôi trường củ.                                                                               | |  |
| Muncie                           | Quận Wyandotte              |                                               |                                                       | Muncie hiện nay là một phần ngoại ô của Kansas City.                                                                                           | |  |
| Stringtown/Woodstock             | Quận Jefferson              | 1865                                          | Bưu điện đóng cửa năm 1891                            | Thị trấn không còn gì tồn tại. | |  |
| Zarah                            | Quận Johnson                | 1902                                          |                                                       | Thị trấn không còn gì tồn tại. | Zarah có lẽ nằm gần Đường công viên Shawnee Mission và Lộ Woodland. |  |
| Emerald Community                | Quận Anderson               | 1857                                          |                                                       | Thị trấn không còn gì tồn tại. | |  |
| Ohio City                        | Quận Franklin               | 1857                                          | 1864                                                  | Thị trấn không còn gì tồn tại. | Từng là quận lỵ từ 1861 cho đến 1864. |  |
| Williamsport                     | Quận Shawnee                | 1857                                          |                                                       | Thị trấn không còn gì tồn tại. | |  |
| Camp Whiteside                   | Quận Geary                  |                                               | thập niên 1930                                        | Không gì còn lại ở nơi này. | |  |
| Toledo                           | Quận Chase                  | 1860                                          |                                                       | Một nghĩa trang và một vài nông trại vẫn còn.                                                                                                  | |  |
| Wauneta                          | Quận Chautauqua             |                                               | Bưu điện đóng cửa năm 1931                            | Một nhà thờ nằm trên Xa lộ Kansas 166 ở phía đông Cedarvale.                                                                                   | |  |
| Union Center                     | Quận Elk                    | 1868                                          |                                                       | Thị trấn không còn gì tồn tại. | |  |
| Geneva                           | Quận Allen                  | 1857                                          | Bưu điện đóng cửa năm 1942.                           | Còn một ít vết tích. | |  |
| Fact                             | Quận Clay                   | unknown                                       |                                                       | Còn một ít vết tích cũng như một số ít cư dân còn lại.                                                                                         | |  |
| Victor                           | Quận Mitchell               |                                               | 1959                                                  | Thị trấn không còn gì tồn tại. | |  |
| Shipton                          | Quận Saline                 |                                               | Bưu điện đóng cửa năm 1895                            | Thị trấn không còn gì tồn tại. | Tòa bộ thị trấn bị đấu giá năm 1909. |  |
| Black Wolf                       | Quận Ellsworth              | 1879                                          |                                                       | Một vài tòa nhà còn lại. | Black Wolf hiện là tài sản cá nhân. |  |
| Shaffer                          | Quận Rush                   | 1892                                          |                                                       | Còn một ít vết tích. | |  |
| Beaver                           | Quận Barton                 | 1918                                          |                                                       | Một dân số nhỏ vẫn còn. | |  |
| Wherry                           | Quận Rice                   |                                               |                                                       | Thị trấn không còn gì tồn tại. | Tòa nhà cuối cùng đánh dấu khu thị trấn bị đốt cháy năm 1967. |  |
| Saxman                           | Quận Rice                   |                                               |                                                       | Một dân số nhỏ vẫn còn. | |  |
| Roxbury                          | Quận McPherson              | 1866                                          |                                                       | Một dân số nhỏ vẫn còn. | |  |
| Ashtabula Colony                 | Quận McPherson              | 1871                                          |                                                       | Nhập với McPherson. | |  |
| Medora                           | Quận Reno                   |                                               |                                                       | Thị trấn không còn gì tồn tại. | |  |
| Bayneville                       | Quận Sedgwick               | 1884                                          |                                                       | Một ít nhà cửa và phế tích còn lại. | |  |
| Basil                            | Quận Kingman                | 1892                                          | thập niên 1930                                        | Thị trấn không còn gì tồn tại. | Được thành lập như Gage cho đến 1901. |  |
| Elm Mills                        | Quận Barber                 | 1879                                          |                                                       | Thị trấn không còn gì tồn tại. | |  |
| Touzalin                         | Quận Meade                  | 1884                                          | 1885                                                  | Thị trấn không còn gì tồn tại. | |  |